# Appunia
Appunia es un género con quince especies de plantas con flores perteneciente a la familia Rubiaceae. 
Es un sinónimo de Morinda

## Especies seleccionadas
- Appunia angulata
- Appunia aurantiaca
- Appunia brachycalyx
- Appunia calycina
- Appunia debilis
- Appunia guatemalensis